# Băicoi
Băicoi (rumænsk udtale: [bəjˈkoj]) er en by i distriktet  Prahova i Rumænien med 16.722 (2021) indbyggere. Byen administrerer fem landsbyer: Dâmbu, Liliești, Schela, Tufeni og Țintea. Med tiden er disse blevet til bydele i byen.
Bӑicoi ligger i den historiske region Muntenien. Den ligger i midten af distriktet og strækker sig ca 17 km på sit bredeste sted. Byen krydses på sin sydvestlige side af nationalvejen DN1, som forbinder den med distriktsbyen Ploiești, 18,7 km mod sydøst og Brașov, 95,3 km mod nord. Bӑicoi ligger i nærheden af Florești, et togstop mellem Ploiești og Câmpina.

## Historie
Der er fundet mønter fra Filip 2. af Makedonien (359 til 336 f.Kr.) Under Burebistas regeringstid (82 til 44 f.Kr.) hørte området til Dakien. Den blev første gang nævnt i et dokument i 1597.
Landsbyen blomstrede efter færdiggørelsen i 1879 af jernbanelinjen fra Ploiești til Predeal, som passerer vest for Băicoi; der blev bl.a. bygget et olieraffinaderi. I 1907 deltog byens bønder i Landbefolkningens oprør. I 1948 blev Băicoi ophøjet til en by. Udover olieindustrien spiller også maskinindustrien og landbruget en betydelig rolle i byens økonomi.